# Thomas G. Lawson

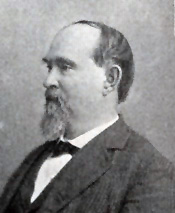
Thomas G. Lawson

Thomas Graves Lawson (* 2. Mai 1835 bei Eatonton, Georgia; † 16. April 1912 ebenda) war ein US-amerikanischer Politiker. Zwischen 1891 und 1897 vertrat er den Bundesstaat Georgia im US-Repräsentantenhaus.

## Werdegang
Thomas Lawson besuchte zunächst private Schulen und studierte danach bis 1855 an der Mercer University in Macon. Nach einem anschließenden Jurastudium und seiner im Jahr 1857 erfolgten Zulassung als Rechtsanwalt begann er in Eatonton in seinem neuen Beruf zu arbeiten. Während des Bürgerkrieges diente er zwei Jahre lang im Heer der Konföderierten Staaten.
Politisch war Lawson Mitglied der Demokratischen Partei. Von 1861 bis 1866 sowie nochmals von 1889 bis 1890 saß er als Abgeordneter im Repräsentantenhaus von Georgia. Im Jahr 1877 war er Delegierter auf einer Versammlung zur Überarbeitung der Verfassung seines Heimatstaates. Außerdem fungierte er als Kurator der Mercer University und der Eatonton Male and Female Academy. Zwischen 1879 und 1887 arbeitete Lawson als Richter im Gerichtsbezirk von Ocmulgee. Danach war er bis 1887 in Eatonton in der Landwirtschaft tätig.
Bei den Kongresswahlen des Jahres 1890 wurde Lawson im achten Wahlbezirk von Georgia in das US-Repräsentantenhaus in Washington, D.C. gewählt, wo er am 4. März 1891 die Nachfolge von Henry Hull Carlton antrat. Nach zwei Wiederwahlen konnte er bis zum 3. März 1897 drei Legislaturperioden im Kongress absolvieren. 1896 wurde er von seiner Partei nicht mehr zur Wiederwahl nominiert. In den folgenden Jahren arbeitete er in seiner Heimat in der Landwirtschaft. Thomas Larson starb am 16. April 1912 in Eatonton und wurde dort auch beigesetzt. Er war mit Mary Frances Reid verheiratet.